# Livingstone (Nouvelle-Zélande)
Pour les articles homonymes, voir Livingstone (homonymie).
Livingstone est une petite localité située dans une partie du district de Waitaki dans la région de Canterbury, dans l’île du Sud de la Nouvelle-Zélande. 

## Situation
Elle est localisée au nord-est du col Danseys, à quelque 30 kilomètres au nord-ouest de la ville de Oamaru. 
Elle est localisée immédiatement au nord de la limite de la région d’Otago.

## Toponymie
À l’origine nommée « Ramsey», le nom était ensuite changé pour le nom actuel de « Livingstone » en 1870. 
La localité était le siège proche du champ aurifère de Livingstone, qui s’évéra être une aventure non économique. Bien que l’or était et est toujours trouvé là, la nature fine de sa composition, qui est prouvée comme étant difficile à accumuler,fit que la « Livingstone gold company» vint à disparaître dès 1920 , mais les évidences concernant l’exploitation minière de l’or dans le secteur sont toujours très notables, avec des machines sucer les sédiments et les trajets pour conduire l’eau, qui sont très proéminents.
Aujourd’hui Livingstone est un petit centre-ville mais sans aucun service , bien loin, du jour 
quand 120 enfants étaient inscrits à l’école [citation nécessaire]